# Weslen Junior
Weslen Júnior Faustino de Melo (Colorado, 1999. november 12. –) brazil labdarúgó, a Puskás Akadémia játékosa.

## Pályafutása
2019-ben a brazil São Bernardo csapatától került kölcsönbe az örmény Ararat Jerevan csapatához egy szezonra. 2020. július 30-án jelentették be, hogy a Puskás Akadémia csapatához szerződött két plusz egy évre. Augusztus 27-én mutatkozott be a svéd Hammarby IF elleni UEFA Európa Konferencia Liga-találkozón. November 14-én a második csapatban is bemutatkozott a Komárom VSE ellen 3–2-re megnyert harmadosztályú bajnoki mérkőzésen, amelyen két gólt szerzett.

## Statisztika
2021. november 11-i állapotnak megfelelően.
| Klub               | Szezon   | Bajnokság             | Bajnokság | Bajnokság | Kupa  | Kupa  | Nemzetközi | Nemzetközi | Egyéb | Egyéb | Összesen | Összesen |
| Klub               | Szezon   | Bajnokság             | Mérk.     | Gólok     | Mérk. | Gólok | Mérk.      | Gólok      | Mérk. | Gólok | Mérk.    | Gólok    |
| ------------------ | -------- | --------------------- | --------- | --------- | ----- | ----- | ---------- | ---------- | ----- | ----- | -------- | -------- |
| Ararat Jerevan     | 2019–20  | Örmény Premier League | 24        | 4         | 1     | 0     | —          | —          | —     | —     | 25       | 4        |
| Ararat Jerevan     | Összesen | Összesen              | 24        | 4         | 1     | 0     | 0          | 0          | 0     | 0     | 25       | 4        |
| Puskás Akadémia    | 2020–21  | NBI                   | 9         | 0         | 3     | 0     | 1          | 0          | —     | —     | 13       | 0        |
| Puskás Akadémia    | 2021–22  | NBI                   | 2         | 0         | 1     | 1     | 0          | 0          | —     | —     | 3        | 1        |
| Puskás Akadémia    | Összesen | Összesen              | 11        | 0         | 4     | 1     | 1          | 0          | 0     | 0     | 16       | 1        |
| Puskás Akadémia II | 2020–21  | NBIII                 | 8         | 6         | —     | —     | —          | —          | —     | —     | 8        | 6        |
| Puskás Akadémia II | 2021–22  | NBIII                 | 13        | 6         | —     | —     | —          | —          | —     | —     | 13       | 6        |
| Puskás Akadémia II | Összesen | Összesen              | 21        | 12        | 0     | 0     | 0          | 0          | 0     | 0     | 21       | 12       |
| Összesen           | Összesen | Összesen              | 56        | 16        | 5     | 1     | 1          | 0          | 0     | 0     | 62       | 17       |

## Sikerei, díjai
Puskás Akadémia
- Magyar labdarúgó-bajnokság ezüstérmes: 2020–21
- Magyar labdarúgó-bajnokság bronzérmes: 2021–22